# صنیع الحمیدی
صنیع الحمیدی یک منطقهٔ مسکونی در قطر است که در شهرداری ام صلال واقع شده‌است. صنیع الحمیدی ۸٫۳ کیلومتر مربع مساحت دارد.